# Московский, Василий Петрович
Васи́лий Петро́вич Моско́вский (4 апреля 1904, дер. Бочейно, Вологодская губерния — 28 июня 1984, Москва) — советский военачальник, политик, партийный деятель и дипломат. Генерал-майор. Чрезвычайный и полномочный посол.

## Биография
С 1926 года офицер Рабоче-Крестьянской Красной Армии, слушатель полковой школы в Ленинграде.
Член ВКП(б) с 1928 года.
Выпускник Военной Гатчинской Академии. В 1929—1930 годах учился в вечернем коммунистическом университете при Военно-политической академии имени Толмачева.
С 1939 года — главный редактор газеты «Красная армия» Киевского особого военного округа (Киев). Позже — редактор газеты «За Родину» Прибалтийского особого военного округа (Рига).
В 1941 году — главный редактор фронтовой газеты Северо-Западного фронта, в 1941—1945 годах — редактор газеты Военно-воздушных сил «Сталинский сокол», позже член редколлегии и главный редактор газеты «Красная Звезда». В Красной Армии/Советской Армии служил до 1952 года, дослужился до звания генерал-майора.
С 14 октября 1952 по 30 марта 1971 года — член Центральной ревизионной комиссии КПСС, с 1953 года — заместитель заведующего, а позже первый заместитель заведующего отдела пропаганды и агитации ЦК КПСС, в 1946—1955 годах — главный редактор газеты «Красная звезда», с 1955 по апрель 1956 года — снова первый заместитель заведующего отдела пропаганды и агитации ЦК КПСС.
С апреля 1956 по декабрь 1960 года — заведующий отделом пропаганды и агитации ЦК КПСС по РСФСР.
С 27 октября 1960 по 2 июля 1962 года — заместитель председателя Совета министров РСФСР.
С 30 июня 1962 по 15 мая 1965 года — чрезвычайный и полномочный посол СССР в КНДР.
В 1965—1971 годах — главный редактор газеты «Советская Россия».

По воспоминаниям Бориса Яковлева
Василий Петрович – видный в прошлом идеолог, партийный деятель и дипломат был очень прост, демократичен в общении, слыл в нашей среде большим хлебосолом; но что касается убеждений, являл собой консерватора до мозга костей.
С 15 декабря 1969 по 30 марта 1971 года — заместитель председателя Центральной ревизионной комиссии КПСС.
До 1983 года — заместитель председателя Комитета Ветеранов войны СССР (председатель — Батов).
Похоронен в Москве на Кунцевском кладбище.

## Награды
- Орден Ленина (19 ноября 1951)
- Орден Красного Знамени (дважды; 27 апреля 1945, 5 ноября 1946)
- Орден Красной Звезды (трижды; 7 августа 1943, 3 ноября 1944, 3 апреля 1984)
- Орден Трудового Красного Знамени
- Медаль «За победу над Германией в Великой Отечественной войне 1941—1945 гг.» (1945)
- Медаль «За победу над Японией» (1945)
- Медаль «За оборону Москвы»
- Медаль «За оборону Сталинграда»